# Episodi di Have Gun - Will Travel (quarta stagione)
La quarta stagione della serie televisiva Have Gun - Will Travel è andata in onda negli Stati Uniti dal 10 settembre 1960 al 10 giugno 1961 sulla CBS.
| nº | Titolo originale                | Prima TV USA      |
| -- | ------------------------------- | ----------------- |
| 1  | The Fatalist                    | 10 settembre 1960 |
| 2  | Love's Young Dream              | 17 settembre 1960 |
| 3  | A Head of Hair                  | 24 settembre 1960 |
| 4  | Out at the Old Ballpark         | 1º ottobre 1960   |
| 5  | Saturday Night                  | 8 ottobre 1960    |
| 6  | The Calf                        | 15 ottobre 1960   |
| 7  | The Tender Gun                  | 22 ottobre 1960   |
| 8  | The Shooting of Jesse May       | 29 ottobre 1960   |
| 9  | The Poker Fiend                 | 12 novembre 1960  |
| 10 | Crowbait                        | 19 novembre 1960  |
| 11 | Marshal's Boy                   | 26 novembre 1960  |
| 12 | Foggbound                       | 3 dicembre 1960   |
| 13 | The Legacy                      | 10 dicembre 1960  |
| 14 | The Prisoner                    | 17 dicembre 1960  |
| 15 | The Mountebank                  | 24 dicembre 1960  |
| 16 | The Sanctuary                   | 31 dicembre 1960  |
| 17 | A Quiet Night in Town (1)       | 7 gennaio 1961    |
| 18 | A Quiet Night in Town (2)       | 14 gennaio 1961   |
| 19 | The Princess and the Gunfighter | 21 gennaio 1961   |
| 20 | Shadow of a Man                 | 28 gennaio 1961   |
| 21 | Long Way Home                   | 4 febbraio 1961   |
| 22 | The Tax Gatherer                | 11 febbraio 1961  |
| 23 | The Fatal Flaw                  | 25 febbraio 1961  |
| 24 | Fandango                        | 4 marzo 1961      |
| 25 | The Last Judgement              | 11 marzo 1961     |
| 26 | The Gold Bar                    | 18 marzo 1961     |
| 27 | Everyman                        | 25 marzo 1961     |
| 28 | The Siege                       | 1º aprile 1961    |
| 29 | The Long Weekend                | 8 aprile 1961     |
| 30 | El Paso Stage                   | 15 aprile 1961    |
| 31 | Duke of Texas                   | 22 aprile 1961    |
| 32 | Broken Image                    | 29 aprile 1961    |
| 33 | Brother's Keeper                | 6 maggio 1961     |
| 34 | Bearbait                        | 13 maggio 1961    |
| 35 | The Cure                        | 20 maggio 1961    |
| 36 | The Road                        | 27 maggio 1961    |
| 37 | The Uneasy Grave                | 3 giugno 1961     |
| 38 | Soledad Crossing                | 10 giugno 1961    |

## The Fatalist
- Prima televisiva: 10 settembre 1960
- Diretto da: Buzz Kulik
- Scritto da: Shimon Wincelberg

### Trama
- Guest star: Robert Blake (Smollet), Kam Tong (Kim "Hey Boy" Chan), Martin Gabel (Nathan Shotness), Roxane Berard (Rivka Shotness), Regina Gleason (Viola), John Close (Oldfield), Lee Sands (messaggero)

## Love's Young Dream
- Prima televisiva: 17 settembre 1960
- Diretto da: Andrew V. McLaglen
- Scritto da: Jay Simms

### Trama
- Guest star: Ken Curtis (Monk), Lorna Thayer (Augusta), Mike Mazurki (Power), Bobby Barber, George Barrows (cameriere), Wayne Burson (cameriere), Hal Needham (barista), Cosmo Sardo (cameriere), Kam Tong (Hey Boy)

## A Head of Hair
- Prima televisiva: 24 settembre 1960
- Diretto da: Andrew V. McLaglen
- Scritto da: Harry Julian Fink

### Trama
- Guest star: Olan Soule (Manager), Ben Johnson (John Anderson), Lisa Lu (Hey Girl), Trevor Bardette (Chagra), George Kennedy (tenente Bryson), Chuck Hayward (Cheyup), Donna Brooks (Mary)

## Out at the Old Ballpark
- Prima televisiva: 1º ottobre 1960
- Diretto da: Richard Boone
- Scritto da: Frank R. Pierson

### Trama
- Guest star: Jack Albertson (sindaco Whiteside), Lisa Lu (Hey Girl), John Larch (McNagle), J. Pat O'Malley (Marcus Goodbaby), Jan Harrison (Mrs. Cassell), Sandy Kenyon (Oudry), Perry Cook (sceriffo Fix), Hal Needham (Shaw), John Daheim (Pitcher), Ted Hamilton (Catcher), Peggy Rea (Peggy)

## Saturday Night
- Prima televisiva: 8 ottobre 1960
- Diretto da: Buzz Kulik
- Scritto da: Jack Curtis

### Trama
- Guest star: Martin Balsam (Marshal Brock), Raoul De Leon (Francisco), Terence de Marney (Kip), Wesley Lau (Stub), Joanne Linville (Maggie), Denny Miller (Svenska), Rudy Solari (Ramon)

## The Calf
- Prima televisiva: 15 ottobre 1960
- Diretto da: Richard Boone
- Scritto da: Howard Rodman

### Trama
- Guest star: Parker Fennelly (Abraham Lee), Don Grady (Lawson), Carl Henry (mandriano), Hal Needham (mandriano), Denver Pyle (George Advent)

## The Tender Gun
- Prima televisiva: 22 ottobre 1960
- Diretto da: Andrew V. McLaglen
- Scritto da: Jay Simms

### Trama
- Guest star: Jeanette Nolan (Maude Smuggley), Lisa Lu (Hey Girl), Lou Antonio (Grieve), Tony Reese (Yates), Herbert Patterson (Heck), Don Keefer (Corcoran)

## The Shooting of Jesse May
- Prima televisiva: 29 ottobre 1960
- Diretto da: Richard Boone
- Scritto da: Harry Julian Fink

### Trama
- Guest star: Robert Blake (Jesse May Turnbow), Lisa Lu (Hey Girl), William Talman (George Jondill), Hari Rhodes (Ansel James), Rayford Barnes (Lenzer), John Milford (Abe Sinclair), Barney Phillips (Ergo)

## The Poker Fiend
- Prima televisiva: 12 novembre 1960
- Diretto da: Byron Paul
- Scritto da: Richard Adams

### Trama
- Guest star: Eric Alden (uomo), Jim Boles (Billy), Stewart East (cameriere), Peter Falk (Waller), Tony Haig (Sam), Betsy Jones-Moreland (Mrs. Neal), Warren Oates (Harrison), Leo Penn (Cavage), Brett Somers (Sarah), Joe Walls (uomo), Jack Weston (Neal)

## Crowbait
- Prima televisiva: 19 novembre 1960
- Diretto da: Buzz Kulik
- Scritto da: Shimon Wincelberg

### Trama
- Guest star: Russell Collins (Crowbait), Eddie Little Sky (capo indiano), Gordon Polk (Jubal), Jacqueline Scott (Amanda)

## Marshal's Boy
- Prima televisiva: 26 novembre 1960
- Diretto da: Richard Boone

### Trama
- Guest star: Kam Tong (Kim "Hey Boy" Chan), Ken Lynch (Marshal), Andrew Prine (Billy), Harry Carey, Jr. (Guffey), Hal Needham (Cal), Carol Henry, Jason Johnson, Hal Smith, Terry Terrill, Sandra Warner

## Foggbound
- Prima televisiva: 3 dicembre 1960
- Diretto da: Andrew V. McLaglen
- Scritto da: Shimon Wincelberg

### Trama
- Guest star: Lisa Lu (Hey Girl), Patric Knowles (Phineas Fogg), Arlene McQuade (Aounda), Jon Silo (Jean Passepartout), Peter Whitney (maggiore Proctor)

## The Legacy
- Prima televisiva: 10 dicembre 1960
- Diretto da: Andrew V. McLaglen
- Scritto da: Robert E. Thompson

### Trama
- Guest star: Harry Carey, Jr., George Kennedy (Sam Tarnitzer), Harry Lauter (Crawford), Chuck Roberson (Pike)

## The Prisoner
- Prima televisiva: 17 dicembre 1960
- Diretto da: Buzz Kulik
- Scritto da: Robert E. Thompson

### Trama
- Guest star: Barry Kelley (sceriffo), Buzz Martin (Justin Groton), Howard McNear (Samuels), George Mitchell (Keel), Narda Onyx (Marquesa), Liam Sullivan (giudice Bradford)

## The Mountebank
- Prima televisiva: 24 dicembre 1960

### Trama
- Guest star: Peter Boone, Crahan Denton (Jack Burnaby), Natalie Norwick (Maryanne Croft), Denver Pyle (generale George 'Pawnee' Croft)

## The Sanctuary
- Prima televisiva: 31 dicembre 1960

### Trama
- Guest star: Lisa Lu (Hey Girl), James Anderson (Cordilene), Oscar Beregi, Jr., Harry Carey, Jr. (Jonas Quincy), Leo Gordon (Harkness), John Mauldin (Vernon Goode), Albert Salmi (padre Montalvo)

## A Quiet Night in Town
- Prima televisiva: 7 gennaio 1961
- Diretto da: Buzz Kulik
- Scritto da: Harry Julian Fink

### Trama
- Guest star: Robert Emhardt (Remy), James Best (Roy Smith), Robert Carricart (Joselito Kincaid), Phyllis Love (Dot), Sydney Pollack (Joe Gulp), Fredd Wayne (Ben), Kevin Hagen (Jory), William Challee (Osser)

## A Quiet Night in Town
- Prima televisiva: 14 gennaio 1961
- Diretto da: Buzz Kulik
- Scritto da: Harry Julian Fink

### Trama
- Guest star: Robert Emhardt (Remy), James Best (Roy Smith), Robert Carricart (Joselito Kincaid), Phyllis Love (Dot), Sydney Pollack (Joe Gulp), Kevin Hagen (Jory), Fredd Wayne (Ben), William Challee (Osser)

## The Princess and the Gunfighter
- Prima televisiva: 21 gennaio 1961
- Diretto da: Richard Boone
- Scritto da: Robert E. Thompson

### Trama
- Guest star: Shirley O'Hara (Duchess), Barry Cahill (Cosnik), Arlene Martel (principessa Serafina), Hal Needham (Guide), Earl Parker (Morton), Ross Sturlin (Guide), Ben Wright (Count di Cassals)

## Shadow of a Man
- Prima televisiva: 28 gennaio 1961

### Trama
- Guest star: Lisa Lu (Hey Girl), Walter Burke, Dianne Foster (Marion Sutter), Robert Karnes, Mike Kellin (Logan Adcock), Kent Smith (John Sutter)

## Long Way Home
- Prima televisiva: 4 febbraio 1961

### Trama
- Guest star: William Talman (sceriffo), Ivan Dixon (Isham Spruce), Rayford Barnes (vice sceriffo), John Milford (Hutton)

## The Tax Gatherer
- Prima televisiva: 11 febbraio 1961
- Diretto da: Richard Boone
- Scritto da: Robert E. Thompson

### Trama
- Guest star: Lisa Lu (Hey Girl), Roy Barcroft (Lewt Cutter), Harry Carey, Jr. (Jesse Turner), Stewart East (Morton), Raymond Hatton (sindaco Trevor), John Hopkins (Abe), Hal Needham, Bob Woodward

## The Fatal Flaw
- Prima televisiva: 25 febbraio 1961

### Trama
- Guest star: Royal Dano (Curley Ashburne), Jean Engstrom (Cassandra), Allyn Joslyn (Marshal McKendrick), Miguel Ángel Landa (Salazar)

## Fandango
- Prima televisiva: 4 marzo 1961
- Diretto da: Richard Boone
- Scritto da: Harry Julian Fink

### Trama
- Guest star: Lisa Lu (Hey Girl), Rodolfo Acosta (Sanchez), Robert Gist (sceriffo Ernie Backwater), Andrew Prine (Bobby Olson), Jerry Summers (James Horton), Karl Swenson (Lloyd Petty)

## The Last Judgement
- Prima televisiva: 11 marzo 1961
- Diretto da: Gerald Mayer
- Scritto da: Shimon Wincelberg

### Trama
- Guest star: Harold Stone (giudice Elmer Greenleaf), Donald Randolph (dottor Simeon Loving), Leo Gordon (Moley), James Anderson, Robert J. Stevenson

## The Gold Bar
- Prima televisiva: 18 marzo 1961

### Trama
- Guest star: Lisa Lu (Hey Girl), Val Avery (Throckton), Jean Engstrom (donna), John Fiedler (Turner), Chet Stratton (Bank Examiner)

## Everyman
- Prima televisiva: 25 marzo 1961
- Diretto da: Byron Paul
- Scritto da: Richard Adams

### Trama
- Guest star: David White (Cus Mincus), Suzi Carnell (Juney Mincus), Lawrence Dutchison (minatore), Roy Engel (sceriffo), Barry Kelley (Danceman), Loyal T. Lucas (minatore), Vic Perrin (ubriaco), June Vincent (Mme. Destin)

## The Siege
- Prima televisiva: 1º aprile 1961

### Trama
- Guest star: Mike Kellin (Alvah Brent), Perry Lopez (Theo Brent), David J. Stewart (Kessler), Brad Weston (Bobby Joe Brent), Robert Karnes (Tyler), Russ Bender (dottore)

## The Long Weekend
- Prima televisiva: 8 aprile 1961
- Diretto da: Byron Paul
- Scritto da: Jack Laird

### Trama
- Guest star: Paige Adams (Peggy Collins), Roy Barcroft (Shep Montrose), Ned Glass, Clegg Hoyt, Ralph Moody (Valentine Collins), Stephen Roberts

## El Paso Stage
- Prima televisiva: 15 aprile 1961
- Diretto da: Robert Butler
- Scritto da: Gene Roddenberry

### Trama
- Guest star: Buddy Ebsen (Elmo Crane), Mary Munday (Lena), Hank Patterson (giudice), Jeremy Slate (Frank DeWitt), Karl Swenson (Sam DeWitt)

## Duke of Texas
- Prima televisiva: 22 aprile 1961
- Diretto da: Buzz Kulik
- Scritto da: Albert Ruben, Albert Aley

### Trama
- Guest star: Scott Marlowe (Franz), Eduard Franz (Ludwig), Lisa Lu (Hey Girl), Robert Carricart (Pablo Mendez), Al Cavens (Jaillet), Roberto Contreras (Peon)

## Broken Image
- Prima televisiva: 29 aprile 1961
- Diretto da: Richard Boone
- Scritto da: Peggy Shaw, Lou Shaw

### Trama
- Guest star: Kenneth Tobey (Tim Decker), June Vincent (Mrs. Decker), Bob Woodward (sceriffo), Hal Needham (guardia), Johnnie Eisen (Larry Decker), Ted Smile (Saloon Owner)

## Brother's Keeper
- Prima televisiva: 6 maggio 1961
- Diretto da: Andrew V. McLaglen
- Scritto da: Jay Simms

### Trama
- Guest star: Wright King (Cull), Betsy Jones-Moreland (Topaz), Ed Nelson (Rack), Karl Swenson (sceriffo), Ben Wright (Boggs), Otto Waldis (Kress), Allen Wood (Forbes), Lisa Lu (Hey Girl)

## Bearbait
- Prima televisiva: 13 maggio 1961

### Trama
- Guest star: Lisa Lu (Hey Girl), Frank Ferguson (Kincaid), James Maloney (Jimmy), Judi Meredith (Sally), Ollie O'Toole (Room Clerk), Ralph Reed (Bert), Stephen Roberts (sceriffo), Richard Rust (Sim), Jack Tesler, Martin West (Bunk)

## The Cure
- Prima televisiva: 20 maggio 1961
- Diretto da: Richard Boone

### Trama
- Guest star: Norma Crane (Martha Jane Conroy), Jeanne Vaughn (Lucy Weyerhauser), Jerry Wayne (Ned Blackstone), Olan Soule (McGinnis), Craig Duncan (barista)

## The Road
- Prima televisiva: 27 maggio 1961
- Diretto da: Andrew V. McLaglen
- Scritto da: Frank R. Pierson

### Trama
- Guest star: Gene Lyons (Merton), Trevor Bardette (Hensoe), Perry Cook (Sibley), Joel Crothers (John), Ben Wright (Beaman), George Kennedy (Preston)

## The Uneasy Grave
- Prima televisiva: 3 giugno 1961
- Diretto da: Andrew V. McLaglen
- Scritto da: Jack Curtis

### Trama
- Guest star: Shirley O'Hara (signora), Pippa Scott (Kathy Rousseau), Werner Klemperer (Leander Johnson), Lillian Bronson (Mrs. Johnson), Wolfe Barzell (Figaro Panziera), Don Beddoe (Marshal), Steve Warren, William Bryant, Robert Gibbons

## Soledad Crossing
- Prima televisiva: 10 giugno 1961
- Diretto da: Andrew V. McLaglen

### Trama
- Guest star: Edward Faulkner (Bud McPhatter), Ken Curtis (Tom Strickland), Natalie Norwick (Jody Strickland), Walker Edmiston, Chuck Roberson